# Parantipathes wolffi
Parantipathes wolffi is een Antipathariasoort uit de familie van de Schizopathidae. De wetenschappelijke naam van de soort is voor het eerst geldig gepubliceerd in 1977 door Pasternak.